# 坎貝爾城堡

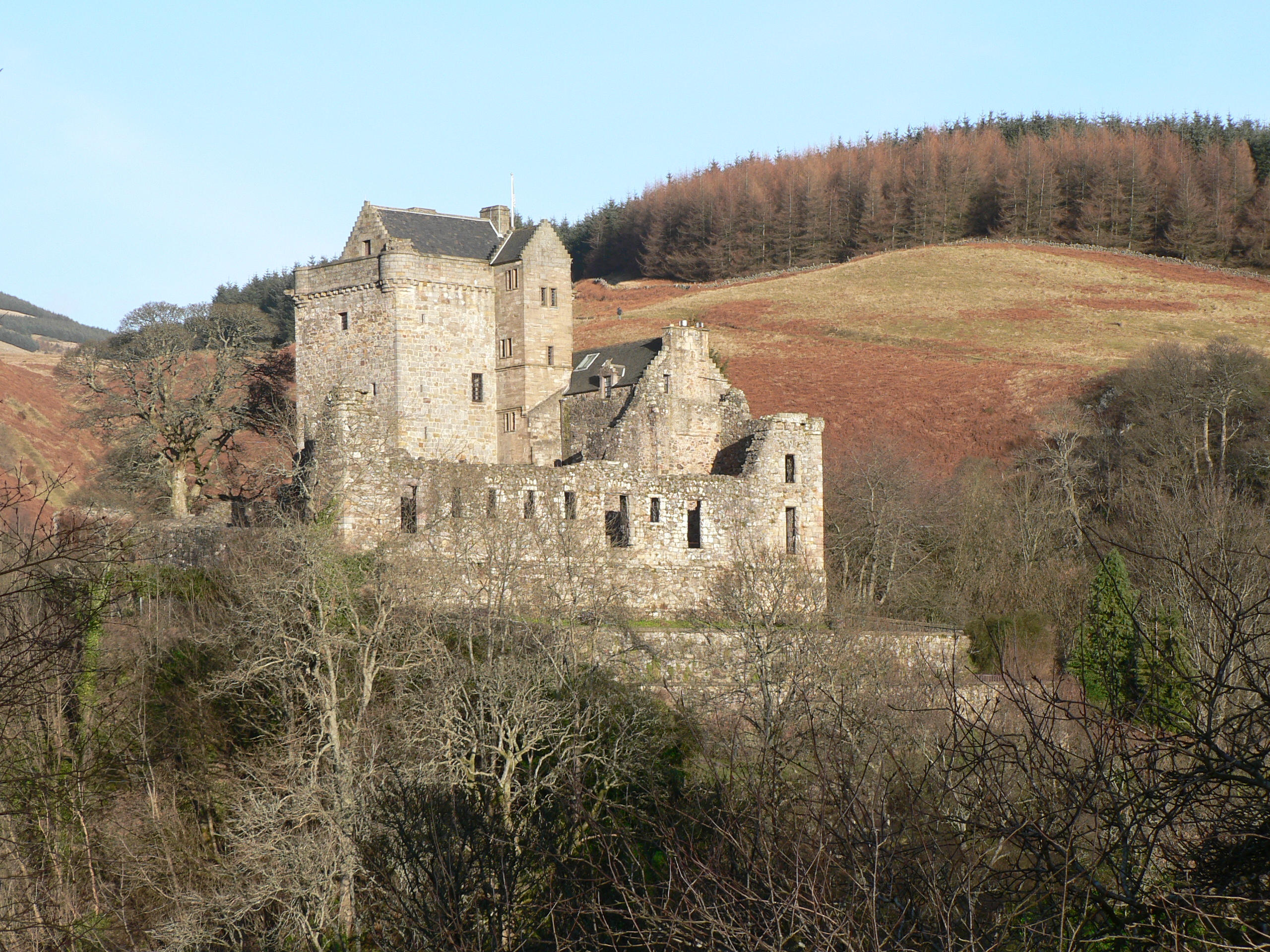

坎貝爾城堡（Castle Campbell）是位於英國蘇格蘭多勒的一座中世紀城堡。16世紀時，瑪麗一世曾經到訪過這座城堡。

## 外部連結
- Historic Environment Scotland. .
- Historic Environment Scotland. .